# Fort Wayne General Electrics
Los Fort Wayne General Electrics fueron un equipo de baloncesto que jugó una temporada en la National Basketball League (NBL), competición antecesora de la actual NBA, con sede en la ciudad de Fort Wayne (Indiana). Fue fundado en 1937. El equipo era patrocinado por General Electric y comenzó como un equipo industrial.

## NBL
El equipo dio sus primeros pasos en la Midwest Basketball Conference, liga que posteriormente se convertiría en la NBL, en la temporada 1936-37. Los General Electrics finalizaron en la primera posición en la División Oeste, y en los playoffs llegaron hasta las Finales, donde perdieron en dos partidos ante Akron Goodyear Wingfoots.
La siguiente temporada la Midwest Basketball Conference pasó a denominarse National Basketball League, y Fort Wayne terminó en tercera posición en la División Oeste con 13 victorias y 7 derrotas. En el equipo destacaban Scott Armstrong, que disputó el All-Star de la NBL, y Bart Quinn, que fue incluido en el segundo mejor quinteto de la liga. Fort Wayne fue uno de los seis equipos que desapareció al final de la campaña. 

### Trayectoria
Nota: G: Partidos ganados P:Partidos perdidos 
| Temporada | Liga | G  | P | %    | Posición | División       | Play-offs       |
| --------- | ---- | -- | - | ---- | -------- | -------------- | --------------- |
| 1936-37   | MBC  | 6  | 6 | ?    | 1º       | División Oeste | Finalista       |
| 1937-38   | NBL  | 13 | 7 | .650 | 3º       | División Oeste | No se clasificó |